# Gungwiller
Gungwiller je občina v departmaju Bas-Rhin francoske regije Alzacija.
Leta 1990 je v občini živelo 219 oseb oz. 133 oseb/km².